# Klassik
Klassik (russisk: Классик) er en russisk spillefilm fra 1998 af Georgij Sjengelija.

## Medvirkende
- Sergej Nikonenko som Gorskij
- Juozas Budraitis som Savitskij
- Aleksej Guskov som Jura
- Valentina Telitjkina som Irina
- Lidija Velezjeva